# بارویر
بارویر (ارمنی: Պրոերեսիոս؛ یونانی: Προαιρέσιος؛ ح ۲۷۶ میلادی – ح ۳۶۸ میلادی) بلاغت‌دان، و آموزگار مسیحی ارمنی که در سده چهارم میلادی می‌زیسته‌است. وی اصالتاً اهل Caesarea بود و در آتن تدریس می‌کرد. وی به همراه Diophantus the Arab و Epiphanius of Syria یکی از پیشگامان سوفسطایی‌گری بود.